# Apopocalyps
Apopocalyps är ett av Sveriges äldsta ska, reggae, calypsoband. Cirka 2500 spelningar genom åren.[när?] Apopocalyps är ett av de första svenska afterski- och afterbeachbanden och de hade sin storhetstid under åren 1990-1996. Enligt TV-programmet Studio Pop och Killinggänget uppfann de musikgenren Dalareggae. Detta kom ifrån att bandet hade sitt ursprung i Borlänge och att de spelade musik med influenser av reggae, calypso, ska och soca. 
Bandets mest kända hit är Gunga, med 14 veckor på Svensktoppen 1992, skriven av Benny Astor och Figge Boström, producerad av Stig Vig. Bandet hade en av sommaren 2009 mest spelade låtar i P4 med "Ge mig Värme" skriven av Benny Astor & Figge Boström. 
2012 blev gruppen 30 år. Kuriosa är att Apopocaclyps spelade den första Ski & Rock som var i Sälen 1985 samt var "husband" under perioden 1991-1995 på Landskronakarnevalen. 
Apopocalyps har sedan 2000 försökt att göra några spelningar varje år. De har även grupper i gruppen, Babylon By Us (bara Bob Marley) Svag Dag (Dag Vag låtar) 
Senaste spelningen var 29/2 2020, det jobbas på slutet av nov 2020. 

## Medlemmar
Bandets medlemmar 2020:
Benny Astor, grundare och ständig medlem, Anders Blomström, trummor, Staffan Edlund, kör, gitarr, Magnus Edlund, kör, bas, Lasse Jonsson, trombon, till och från med sedan 1982, Johan Johansson, Trumpet, Jerk Eriksson, trumpet till och från med sedan 1985, Ola Fransson, Saxofon, Jon Hellander Ingels, slagverk;Per Linden, kör, organ och dragspel
Marcus Källström, har varit med till och från sedan 1985, trummor och sång, 
Åke Gräntz, bas, 
Håkan Frisk, gitarr, sång, 
Karoline och Kristin Olsson, sång, Henning Winnberg, keyboard, Emil Gustavsson, trumpet, 
, 
Henrik Boberg, saxofon, tekniker i mån av tid, Johnatan Sandberg Bacon Robban Ekholm

Övriga medlemmar:
Figge Boström, Internal Dread RIP, Zilverzurfarn, Henke Ekberg, Janne Bergman, Janne Norrström, Tomas Jäverling, Anders Andersson, Peppe Norman, Eva Carlbaum, Lena Kjellander, Anette Köpman, Eva Olsson, Tommy Arnberg, JO Wilbäck, Uffe Öster, Eva Manell, Anders Dahlstedt, Ola Bothzen, Hannah Elfvin, Roffe Karlsson, Boel Lidgren, Bosse Strid, Kai Sundquist, Bosse Strid, Mats Frippe Frimodigs, Andreas Söderström, Johan Lindström, Johan Ramström, Roland Högdahl, Nisse Andersson, Lasse Simm, Tore Berglund, Lasse Jonsson, Pierre Swärd, Ronald Hallgren, Pontus Söderkvist, Swammel Ganjananda, Janne Gävert, Mighty Cederberg, Mattias Wellin, Rock Owe, Martin Bianco, Lasse Snygg, Hanna Wanngård, Jenny Alfven, Tessan Andersson, Astrid Skjörbjugg, Carina Carlsson, Lilling Palmeklint , Malin Bäckström, Patrik Frisk , Ale Surte, Jan Blomgren, Tomas Opava, Torbjörn Karlsson, Pygge Henriksen, Christer Niklasson.Åke Gräntz, bas, Diva Cruz, slagverk, Peter Holmstedt, Janne Gävert, Danne Andersson, Tony Eriksson, Henke Ekberg, Håkan Frisk, gitarr, sång, Karoline och Kristin Olsson, sång, Henning Winnberg, keyboard, Emil Gustavsson, trumpet, Henrik Boberg, saxofon  med flera. Ca 125 st totalt har varit med mer än 3 spelningar

## Diskografi
- Pattar - 1988
- Nu! - 1992
- Nu...igen!? - 1993
- 80-Talet, Dé Vá Tider Dé - 1993 feat. Thore Skogman
- Too Many Guns - 1994
- Wine yuh Body - 1994
- 600 Älgar - 1994
- Inte Nu igen... - 1995 samlingsplatta
- Ragga Ragga - 1996
- One More - 1996
- Big Woman -1998
- Ge Mej Värme - 2009
- Rudolf med Röda Mulen - 2009
- Im Off On Holiday - 2013
- Nu kommer jag hem igen - 2013
- Stå Upp, Apopocalyps, Shakira, I Love u song 2013

## Melodier på eller på försök till Svensktoppen
- Gunga - 1992
- Sova - 1993
- De Va Tider De - 1993
- 600 Älgar - 1994
- Ge Mig Värme - 2009
- Im Off On Holiday 2013